# LIG넥스원
LIG넥스원은 대한민국의 방위산업체로, LIG그룹의 계열사이다.

## 개요
정밀타격무기체계를 비롯하여 감시정찰무기체계, 지휘통신무기체계, 전자전체계, 항공전 등 다양한 분야에서 활동하고 있으며 2008년 대한민국 방위산업 매출 1위, 대한민국에서 유일하게 육해공 전 분야의 무기체계에 대한 통합 솔루션을 제공하고 있다. 전체 인력 중 50%가 R&D 인력이며 2007년 조선일보 선정, 2008년 국방과학연구소(ADD) 선정 대한민국 10대 명품(名品) 무기 중 9개 제품에 대한 개발과 생산의 공헌을 인정받았다.

## 연혁
- 1976년 금성정밀공업 설립
- 1998년 설립
- 2004년: '넥스원퓨쳐'로 상호명 변경
- 2007년: 'LIG넥스원'으로 상호명 변경
- 2015년 10월 2일: 공모가 76,000원에 상장

## 제품
- 신궁 미사일
- 천마 미사일
- 현무
- K-SAAM
- 홍상어 미사일
- 백상어 어뢰
- 현궁
- 한국형 중고도 무인기 개발사업의 SAR
- 한국형 GPS 유도폭탄 (한국형 JDAM)
- PRC-999K

## 같이 보기
- LG이노텍
- LG전자